# 湯沢威
湯沢 威（ゆざわ たけし、1940年9月 - ）は、日本の経営学者・歴史学者。専門は、比較経営史・鉄道史。学習院大学名誉教授。元経営史学会会長。交通図書賞受賞。

## 人物・経歴
千葉県生まれ。1965年京都大学文学部西洋史学科卒業。1968年一橋大学大学院経済学研究科修士課程修了。1971年一橋大学大学院経済学研究科博士課程単位取得。ドイツ中世史の山田欣吾やイギリス史・経営史の米川伸一に師事した。
1971年一橋大学経済学部助手。1973年福島大学経済学部助教授。1978年学習院大学経済学部教授。1993年学習院大学経済学部長兼学校法人学習院評議員。1997年学習院大学国際交流センター所長。2005年学習院大学生涯学習センター所長。2011年定年退職、学習院大学名誉教授。
専門は比較経営史で、Journal of Transport History, Business History, Business History Reviewの編集委員、経営史学会会長、社会経済史学会常任理事等も務めた。2015年『鉄道の誕生』で第40回交通図書賞（歴史部門）受賞。徳仁のテムズ川水運史研究への研究協力などにも従事した。

## 著作

### 単著
- 『イギリス鉄道経営史』日本経済評論社 1988年
- 『ブラッドショー初期英国鉄道地図』本の友社 1997年
- 『鉄道の誕生』創元社 2014年

### 共著
- 『阪神電気鉄道80年史』（日本経営史研究所編 ,共著）日本経営史研究所 1985年
- 『富士ゼロックスの歴史1962－1992』（日本経営史研究所編、共著）日本経営史研究所 1994年

### 編著
- 『イギリス経済史』（編著）有斐閣 1996年
- 『外国経営史の基礎知識』（編集代表）有斐閣 2005年

### 共編著
- 『イギリス企業経営の歴史的展開』（安部悦生、岩内亮一、岡山礼子と共著）勁草書房 1997年
- 『エレメンタル経営史』（谷口明丈、福應健、橘川武郎と共編）英創社 2000年
- 『国際競争力の経営史』（鈴木恒夫、橘川武郎、佐々木聡と共編）有斐閣 2009年
- 『近代ヨーロッパの探求　鉄道』（小池滋、田中俊宏、松永和生、小野清之と共著）ミネルヴァ書房 2012年
- (ed.) with Masaru Udagawa Foreign business in Japan before World War II, University of Tokyo Press, 1990
- (ed.), Japanese business success : the evolution of a strategy, Routledge, 1994
- (ed.)with P.L.Cottrell and Alice Teichova Finance in the age of the corporate     economy, Ashgate, 1997

### 訳書
- レスリー・ハンナ『大企業経済の興隆』（後藤伸と共訳）東洋経済新報社 1987年
- R.C.アレン『世界史のなかの産業革命』（眞嶋史叙, 中野忠, 安元稔と共訳）名古屋大学出版会 2017年